# Aleksotas
Aleksotas (en polonais : Aleksota) est l'une des onze seniūnijos constituant la municipalité de Kaunas-ville. Elle se situe sur la rive gauche du Niémen.

## La seniunija
Le territoire occupé par la seniunija d'Aleksotas s'est beaucoup développé du fait de sa proximité avec Kaunas, bien avant son intégration à la ville.
Mais les relations avec la ville ont été affectées pendant une période assez longue par le tracé de la frontière lors du troisième partage de la Pologne.
Elle sépare, à partir de 1795, les territoires de la rive gauche du Niémen, attribués à la Prusse, de ceux de la rive droite avec Kaunas (appelée alors officiellement Kowno), attribués à l'Empire russe. De la Prusse, Aleksotas passe successivement au Duché de Varsovie, puis au Royaume du Congrès, mais conserve toujours la même frontière avec l'Empire Russe. Ce n'est qu'à la disparition du Royaume du Congrès, en 1868, que son territoire rejoint Kowno (Kaunas, aujourd'hui) dans l'Empire russe. Mais même après la réunion des deux territoires en Russie, Aleksotas conserve des particularités. Il est rattaché au district de Mariampol et conserve même l'usage du code Napoléon et du calendrier grégorien jusqu'à l'indépendance en 1918.
Une plaisanterie disait que le pont d'Aleksotas à Kaunas/Kowno était le plus long du monde puis qu'il fallait douze jours pour le traverser. En effet, en changeant de rive, on changeait de calendrier.
Aleksotas a été intégré à la ville de Kaunas en 1931.

## Aleksotas
Le lieu est cité pour la première fois en 1408 lorsque Vytautas accorde à la ville de Kaunas un droit sur les forêts environnantes.
On pense que sur les hauteurs d'Aleksotas se trouvait un lieu de culte païen, dont le feu sacré était gardé par la légendaire Milda, fille du duc Daugirutis.
Au XVIIe siècle, le pont d'Aleksotas permettait déjà de desservir quelques habitations.
Aleksotas figure comme une banlieue de Kaunas/Kowno sur un plan de 1791.
En 1831, à l'occasion de l'Insurrection de novembre 1830, des rebelles tirent au canon sur Kowno depuis les collines d'Aleksotas.
Au cours de l'insurrection de 1863, des forces rebelles se réunissent à Aleksotas, dans l'intention de libérer le commandant Antanas Mackevičius, emprisonné à Kowno, mais l'attaque ne se fait pas.
Aleksotas doit son nom à un chantier naval appartenant à des Allemands établis dans la localité au XVIe siècle. 

### Divers
Funiculaire

### Personnalités liées à Aleksotas
- Hermann Minkowski, mathématicien, est né à Aleksotas le 22 juin 1864.
- Oskar Minkowski, médecin.

## Freda
Freda est une des localités de la Seniūnija de Aleksotas.
Freda est formé de Freda-haut, situé sur les collines, et de Freda-bas, situé sur la rive et les pentes gauches de la vallée du Niémen.
La localité doit son nom à l'architecte italien Giovanni Battista Frediani qui est l'auteur des plans du Monastère de Pažaislis. C'est en remerciement pour la construction de ce monastère qu'en 1673, le chancelier du Grand-duché de Lituanie, Christophe Sigismond Pacas lui accorde les terres qui prendront progressivement son nom.
En 1795, le troisième partage de la Pologne sépare Freda de Kaunas. Freda est rattaché à la Prusse, Kaunas à la Russie, le Niémen faisant la frontière.
Les terres sont achetées par Joseph Godlewski qui aménage le domaine afin d'y centraliser l'administration de ses terres.
À partir de 1882, un système de fortifications est construit autour de Kaunas. Le manoir est occupé par une autorité militaire, et le parc est endommagé par des casernements. Pendant la Première Guerre mondiale, beaucoup de bâtiments sont endommagés ou détruits. Le manoir devient un orphelinat, puis une petite école d'horticulture. En 1923, un jardin botanique y est aménagé. Il  devient progressivement le plus important de Lituanie. Il appartient aujourd'hui à l'université de Kaunas.

### Monuments
- Manoir et parc botanique de Freda 54° 52′ 17″ N, 23° 54′ 39″ E

### Personnalités liées à Freda
- Giovanni Battista Frediani, architecte.
- Joseph Godlewski, homme politique polonais.